# Venom (seriefigur)
Venom är en antihjälte/antagonist, ofta förknippad med Spindelmannen som ofta framstår som "underdog", speciellt i kraftmätningar vid en direkt fysisk konfrontation. Som många andra superhjältar är en av Venoms styrkor en frånvaro av bördan av att ha en moralisk kompass, speciellt i avvägningar under en aktiv strid.
Till skillnad från majoriteten av superhjältar, antihjältar, gudar och väsen i Marvel Comics består Venom av en utomjordisk parasiterande livsform i symbios (på gott och ont) med en värd-karaktär, en så kallad symbiot. Symbioten är en kännande varelse med en slemmig, nästan vätskeliknande form som behöver en värd, vanligen en människa, att binda sig med för att överleva, likt verklighetens parasiter. Den ger den utvalde utökade krafter när Venom-symbioten binder sig med en människa. Detta ger parasiten medvetande och därmed behovet av självbekräftelse, till exempel anamma ett namn - Venom.
Symbiotens först kända värd var Spindelmannen, som till slut lyckades separera sig från varelsen när han upptäckte dess sanna natur. Symbioten fortsatte att binda sig med andra värdar, i synnerhet Eddie Brock, dess andra och mest ökända värd. Tillsammans blev de Venom, en av Spindelmannens ärkefiender.
Serietidningsjournalisten och historikern Mike Conroy skriver så här om karaktären: "Det som började som en ersättningsdräkt till Spider-man förvandlades till en av Marvels nätskjutares värsta mardrömmar." Venom rankades som #22 på Greatest Comic Book Villain of All Time på IGN:s topp 100-lista över serieskurkar och nummer 33 på Empires 50 Greatest Comic Book Characters-lista.

## Publikationshistoria
Den ursprungliga idén om en ny dräkt till Spider-Man, som senare skulle bli karaktären Venom, kläcktes av en Marvel Comics-läsare från Norridge, Illinois vid namn Randy Schueller. Marvel köpte idén för 220 dollar efter att den dåvarande chefredaktören, Jim Shooter, skickat ett brev till Schueller där han uppgav Marvels önskan att köpa idén av honom. Schuellers design modifierades senare av Mike Zeck, som blev symbiotdräkten.

## Fiktiv biografi
Spider-Man stötte först på Venom-symbioten i Secret Wars #8, där han motvilligt binder sig med den. Efter att Spider-Man frigör sig från den, binder den sig med Eddie Brock i The Amazing Spider-Man #300 (maj 1988). Dess nästa värd var Mac Gargan, skurken tidigare känd som Scorpion. Symbioten framstod ursprungligen som en stum och ensam varelse som var i behov av sällskap i form av en värd. På senare tid har den framstått som mer våldsam mot sina värdar, och med förmåga att tala. Venom-symbioten har inte något känt namn, då "Venom" är namnet den antagit efter dess historia med Spider-Man på jorden. Enligt S.H.I.E.L.D. anses livsformen som ett av de största hoten mot mänskligheten, tillsammans med Magneto, Doctor Doom och Red Skull.

### Pre-Venom
Varelsen som skulle komma att bli Venom föddes av en ras utomjordiska symbioter, som levde genom att ta över kroppar från andra livsformer. Parasiterna skulle förse sina offer med utökade fysiska förmågor, på bekostnad av att det tömmer dem på adrenalin.
Enligt handlingen i Planet of the Symbiotes, ansågs Venom-symbioten vara sinnessjuk av sin egen ras efter att det avslöjades att den är ute efter att åta sig i sin värd istället för att använda upp den. Symbioten fängslades sedan på Battleworld för att säkerställa att den inte skulle förorena artens genpool.

#### Knull
Symbioter skapades ursprungligen av Knull, en gammal ondsint urgud. När Celestials började sin stora plan för att utveckla universum såg Knull att hans kungarike var i fara, och hämnades genom att konstruera All-Black, den första symbioten.
Karaktären introducerades först i Venom vol. 4 #3 (augusti, 2018), och som en namnlös varelse i Thor: God of Thunder #6. Karaktären nämndes i olika nummer av Web of Venom, Guardians of the Galaxy (2008 team) och "War of the Realms". Efter det var Knull huvudantagonisten i Donny Cates’ Silver Surfer: Black #1.
Knull återvände i King in Black som huvudantagonist, som fokuserar på hans attack mot jorden med sin symbiotarmé.
I hans tidiga framträdande mottogs karaktären väl. Comic Book Resources jämförde honom med två andra Marvel Villains: Morlun och Dracula. Men Comic Book Resources har också kritiserat karaktärens design för att vara lik de flesta andra skurkar, och att hans utseende inte matchade hans natur, och sa att karaktären skulle ha varit bättre om han hade varit mer lik sin skapelse. Bleeding Cool sade om serierna att "Det är en ny spännande historia, och den omdefinierar symbioterna för Marvel Universe." Knull rankades som nummer ett i IGNs lista över Marvels mest kraftfulla symbioter.
Karaktären fick särskild uppmärksamhet i Sverige och Norge på grund av att ordet knull betyder "samlag" på både svenska och norska.
Knull gör sin animerade debut i den animerade serien Spider-Man: Maximum Venom av Disney XD. Han dyker först upp i kampanjen "The Secret Story of Venom", där Venom förklarar att symbioter ursprung var Klyntar, levande vapen som Knull använde för att föra ett korståg mot Celestials. Trots deras segrar övergav Knull så småningom Symbiote Sisters efter att ha ansett att hans första skapelser var värdelösa för honom. Symbiotsystrarna kraschlandade senare på en främmande planet, replikerade sig och knöt sig an till de infödda invånarna i ett försök att hitta ett harmoniskt syfte med livet.

### Huvudsakliga värdar

#### Spider-Man
I Secret Wars #8 (december 1984) skadar Spider-Man sin dräkt under en strid på Battleworld, varpå han hänvisas till en anläggning som kan förse honom med en ny. Innan han hinner hämta sin nya dräkt, snubblar Spider-Man ner i den fängelsemodul som symbioten är fångad i. Han aktiverar sedan maskinen, vilket frigör symbioten, i form av en svart vätska. Spider-Mans "spindelsinne" varnar först, men slutar i samband med hans första kontakt med vätskan; den täcker hans kropp och, i reaktion på Spider-Mans tankar på den andre Spider-Womans dräkt, bildar en ny dräkt och symbol. Till Spider-Mans förvåning kan dräkten härma gångkläder och ger honom ett till synes outtömligt förråd av ett nytt, starkare sorts nät.
Väl hemma på jorden njuter Spider-Man av den nya dräktens bekvämligheter och stil tills han börjar bli slö och upptäcker dess kusliga förmåga att röra sig på egen hand. Efter att ha haft en mardröm angående en maktkamp mellan den monstruösa dräkten och hans originaldräkt, bestämmer sig Peter för att låta den svarta dräkten analyseras av Reed Richards. Han upptäcker då att dräkten är en kännande utomjordisk symbiot som vill bindas med honom permanent, och kontrollerar ofta hans kropp när han sover, vilket resulterar hans slöhet. Med hjälp av Mr. Fantastic och Human Torch upptäcker Spider-Man att symbioten är känslig mot höga ljud och eld, och han använder sig av ljudvågor för att få av sig den och eldslågor för att skrämma tillbaka den in modulen som håller den fången. Symbioten lyckas fly och hittar hem till Peter Parkers garderob och maskerar sig som en röd och blå reservdräkt. Därefter försöker den att tvångsbinda sig med Spider-Man och hindrar honom från att fysiskt ta bort den eller söka Mr. Fantastic. I ett desperat försök att göra sig fri från symbioten, kastar han sig själv i en kyrkklocka. Då klockorna ringer för fullt, kämpar Spider-Man genom viljestyrka för att neka symbioten, vilket försvagar både symbioten och Spider-Man. I en handling av medkänsla, använder symbioten sin återstående styrka till att bära en medvetslös Spider-Man till säkerhet, innan den slingrar i väg. I tron om att symbioten var död, började Spider-Man vid vissa tillfällen bära en hemgjord variant av den svarta dräkten, tillsammans med sin originaldräkt. Spider-Mans avvisande av symbioten skulle senare göra den mordiskt bitter mot honom, en egenskap den skulle dela med framtida värdar.

#### Eddie Brock
Den första Venom, Eddie Brock, är en reporter som jobbar för Daily Globe innan det kommer fram att han fabricerat en artikel som avslöjar Sin-Eaters identitet. Kort efter att artikeln publicerats, fångar Spider-Man den riktiga Sin-Eater, skämmer ut Brock som nyhetsreporter vilket kostar honom hans jobb samt hans fru. Brock, som nu skriver för billiga skvallertidningar, riktar all sin frustration mot Spider-Man, som eskalerar när det avslöjas att Brock har cancer. Som svar på denna nyhet börjar Brock träna upp sin kropp till toppform. Brock, som fortfarande inte kan hantera sina motgångar, överväger självmord och går till en kyrka för att be om förlåtelse. Under tiden blir symbioten, som återhämtat sig och behöver en ny människa att binda sig med, psykiskt attraherad av Brock för både hans ökade adrenalinhalt samt hans gemensamma hat mot Spider-Man.
I The Amazing Spider-Man #298 formades de till den första versionen av den svarta, skurkaktiga varelsen känd som Venom. Venom medverkade för första gången i slutet av #299, som ledde till den första Venom-historian i #300. Namnet Venom användes ursprungligen av Brock, i stället för symbiosen-som Brock kallar för sin "Andra". Genom åren, efter att symbioten fått mer intelligens och flyttade till ytterligare mänskliga värdar, började namnet användas för både symbioten samt dess värdar. Som Venom strider Brock mot Spider-Man många gånger, och segrar vid flera tillfällen. Venom försöker upprepade gånger att döda Peter Parker/Spider-Man-både med och utan dräkt. Således tvingas Parker överge sin "svarta dräkt", som symbioten hade härmat, efter att Venom konfronterar Parkers fru Mary Jane.
Venom flyr från fängelset för superskurkar, The Vault, för att plåga Spider-Man och hans familj. Symbioten görs slutligen djupt medvetslös efter att ha blivit träffad av Styx pest-virus, och Eddie Brock placeras därefter i fängelset Ryker's Island. När symbioten återhämtat sig och återvänder för att frita Brock, lämnar den en avkomma för att binda sig med Cletus Cassidy, en psykotisk seriemördare som delar cell med Brock, som blir Carnage. Under tiden slåss Venom och Spider-Man på en övergiven ö, och Spider-Man strandar Venom där efter att ha fejkat sin död. Kort därefter tar dock Spider-Man tillbaka Venom till New York, för att stoppa Carnages mordiska upptåg. Efter att ha fängslats ännu en gång, används Venom för att skapa fem nya symbioter, som alla paras ihop med en mänsklig värd.
Utöver att hjälpa Eddie Brock att söka fortsatt hämnd på Spider-Man, bistår den även Brock i en sporadisk karriär som brottsbekämpare. Han och symbioten delar ibland viljan att skydda oskyldiga människor från att skadas, även om det innebär att arbeta sida vid sida med den hatade Spider-Man. Detta är speciellt sant när Venom strider mot entiteten som han tror är hans avkomma, Carnage. När Spider-Man hjälper Venom att rädda Brocks ex-fru Ann Weying, bildar de en tillfällig vapenvila, som rasar samman efter Weyings självmord.
Symbioten stjäls tillfälligt av USA-senatorn Steward Ward, som hoppas på att lära sig mer om sin utomjordiska infektion genom att utforska symbioten innan den återvänder till Brock. Nu "dominerar" den dock sin värd, Brock, i stället för vice versa. Till slut så går Eddie Brock och symbioten skilda vägar efter att symbioten tröttnat på att ha en sjuk värd, och Eddie avvisar dess växande blodtörst, vilket leder till att han säljer dräkten på en auktion för superskurkar.

#### Mac Gargan
Venom-symbioten övergick sedan till MacDonald "Mac" Gargan, tidigare känd som Scorpion, och erbjöd honom nya förmågor. Gargan gick samman med varelsen, som senare skulle ge honom en fördelen att vara en del av Norman Osborns Sinister Twelve. Medan Avengers tog hand om resten av de 12, besegrade Spider-Man snabbt Gargan, även med sina nya krafter, som Spider-Man föreslår beror på att Mac Gargan inte hatar Spider-Man lika mycket som Eddie Brock gjorde. Gargan blev senare medlem i undergruppen Thunderbolts, som sattes ihop av Avengers för att jaga medlemmarna i de förrymda New Avengers. Det avslöjades senare att han blivit utrustad med elektroniska implantat av regeringen för att hålla symbioten under kontroll. Efter att ha kommit in i sin Venom-personlighet, behöll Gargan mycket lite av sin ursprungliga personlighet och kontrollerades nästan helt av symbioten, vilket drev honom till kannibalism. När symbioten vilande i hans kropp, uttryckte han illamående och rädsla för organismen. Under en strid med "Anti-Venom" (Eddie Brock), separerades han från symbioten och Venom-symbioten förstördes nästan. Bitar av den fanns dock fortfarande i hans blodomlopp, så Osborn injicerade ett vaccin i Gargan för att motverka Anti-Venom helande krafter, vilket återställde symbioten genom att tvinga de återstående delarna av den att snabbt växa. Gargan iklär sig en Scorpiondräkt över symbioten medan den läker, vilket leder till att han blir vad Spider-Man kallar "Ven-orpion", även om rustningen går sönder när symbioten är färdigläkt.
Efter att ha intagit en kemikalie som han fått av Norman Osborn, förvandlas Venom och får ett mer mänskligt utseende, liknande svarta Spider-Man. Osborn introducerar honom som Amazing Spider-Man, en medlem i Dark Avengers, när han avslöjar gruppen. Efter belägringen av Asgard, omhändertogs Gargan och större delen av Dark Avengers av polisen. Under tiden som han satt fängslad i The Raft, togs Venom-symbioten bort från honom, vilket avslutade hans karriär som Venom.

#### Flash Thompson
Den 9 december 2010 tillkännagav Marvel Comics en ny "black-ops" Venom, ägd av regeringen. Den nya Venom medverkade i en ny serie, kallad Venom, under mars 2011. Födelsen av den nya Venom kan ses i The Amazing Spider-Man #654 (februari 2011). Den 28 januari 2011 avslöjades det att "black ops"-Venoms identitet var Flash Thompson. Flash anlitas av regeringen för att vara en specialagent bärande Venom-symbioten. Flash tillåts enbart bära dräkten i upp till 48 timmar, för att inte riskera att binda sig permanent med symbioten. Regeringen är även utrustade med en "nödstoppsknapp" utformad för att döda Flash om han skulle tappa kontrollen. Tillsammans med symbioten, utrustas Flash med en "Multi-Gun" skapad för att förvandla sig till vilken typ av vapen som Flash än behöver. Flash har stridit mot Jack-o-Lantern, kämpat för att stoppa Anti-Vibranium, samt slagits mot Kraven the Hunter i Savage Land.

### Andra värdar

#### Ann Weying
Ann Weying medverkar först i The Amazing Spider-Man #375. Hon är Brocks ex-fru och en framgångsrik advokat. Weying hjälper Spider-Man genom att dela med sig lite av Brocks historia. Senare följer hon Spider-Man till nöjesparken där Venom hade Peters (falska) föräldrar. Hon konfronterar Brock och lyckas övertala honom att avsluta sin fejd. Efter att Sin-Eater skjuter Ann som en del av ett korståg mot sociala orättvisor, förvandlas Ann till She-Venom när Venom-symbioten temporärt binder sig med henne för att rädda hennes liv. She-Venom angriper de män som hade skadat henne, och Brock blir orolig för henne (samt rädd för henne) och tvingar symbioten att återvända till honom. Ann blir förtvivlad över vad hon gjort medan hon var bunden. Senare arresteras Ann på en falsk anklagelse som en del av en fälla riktad mot Venom. Hon lyckas varna Brock som sänder symbioten till henne, vilket tillåter henne att bli She-Venom och fly från häktet. En tid senare begår Ann, som är traumatiserad av sina upplevelser med Venom, självmord efter att hon sett Spider-Man svinga förbi hennes fönster i en svart dräkt, som hon tror är Brock som återvänder för henne.

#### Patricia Robertson
Historien följer Patricia Robertson, en kommunikationsspecialisten för USA:s armé. Under en leveranskörning till en Ararat Corporation-ägd utpost, upptäcker hon att alla i anläggningen har blivit dödade förutom en forskare. Det avslöjas att Ararat Corporation ägs av en utomjordisk koloni av miniatyr-spindelrobotar, ledda av en entitet vid namn Bob, som har infiltrerar den amerikanska regeringen. Ararat Corporation har klonat Venom för att underlätta utrotningen av mänskligheten, men klonen tar över sina värdar. Det är klonen som är ansvarig för gruppens död.
Robertson hittar en allierad i dräkten, en mystisk individ gjord av samma miniatyrrobotar som Bob, som avslöjar att han oavsiktligt tagits med till jorden av Reed Richards. Dräkten modifierar Robertson medan hon är medvetslös för att låta henne styra klonen om den binder sig med henne. Dräkten saboterar Wolverine, klonens favoritvärd, vilket tvingar den att bindas samman med Robertson. En av Bobs agenter övertygar Robertson att döda den riktiga Venom för att rädda mänskligheten, vilket får henne att befria den inspärrade Venom. Hon strider mot Venom, men Venom lyckas fly. Bob deaktiverar teknologin som tillåter Robertson att kontrollera klonen, vilket får henne att förlita sig på viljestyrka. Senare möts Robertson och Venom igen, men den här gången absorberar Venom klonen. Venom beslutar sig för att genomföra klonens uppdrag, som gavs till den av Ararat Corporation. Serien fortsatte inte och handlingen förblev olöst.

#### Angelo Fortunato
Angelo Fortunato medverkade ursprungligen i Marvel Knights Spider-Man #7 och dödades i #8. Angelo är son till Don Fortunato, en framträdande maffiaboss. Hans svaga fysik och blyga attityd gör att han ofta blir mobbad och förödmjukad av sin far. Don besöker en auktion för superskurkar och köper Venom-symbioten av Brock för 100 miljoner dollar. Brock varnar Angelo för symbioten, men Angelo snäser att han inte har någonting att förlora. Efter att ha bundits samman med symbioten, upptäcker Angelo Spider-Mans hemliga identitet, och försöker att döda honom för att visa sitt värde. Spider-Man besegrar slutligen Angelo och när han försöker fly, överger dräkten Angelo på grund av hans feghet medan han hoppar mellan byggnader, som leder till att han faller till sin död. 
Angelo medverkar i Marvel: Ultimate Alliance som ett Marvel Knights-skin till Venom. i Game Boy Advance-versionen av Spider-Man 3, dör Eddie Brock på ett liknande sätt som Fortunato, då symbioten överger honom i luften.

## Krafter och förmågor
Trots att den kräver en levande värd för att överleva, har Venom-symbioten visat sig vara skicklig på att klara sig själv, oberoende av en värd. Symbioten kan byta skepnad, inklusive möjligheten att forma spikar eller utöka dess storlek, samt härma andra humanoiders utseenden efter att det har erhållit en värd. Organismen kan dessutom använda sin formskiftande förmåga till att dölja sig själv genom att ändra dess färg eller genom att bli helt osynlig. Den innehåller också en liten "dimensionell öppning", som tillåter sina värdar att bära föremål utan att tynga ner dräkten. Symbioten visar även upp telepatiska förmågor, främst när den behöver för att kommunicera med sin värd.
På grund av dess kontakt med Spider-Man, ger symbioten alla sina efterföljande värdar hjältens krafter och kan inte utlösa hans spindelsinne. Eftersom Spider-Mans stridsteknik delvis är beroende av hans spindelsinne, hämmades hans effektivitet när han stred mot Eddie Brock.
Venom-symbioten ökar styrkan kraftigt hos den som den har bundit sig med, beroende på relationen den har med dess bärare. Detta gör att dess bärare kan röra sig i övermänskliga hastigheter och lyft stora mängder vikt(Venom kan lyfta ungefär 100 ton), samt beviljar sin värd ökad skicklighet och smidighet. Venom, som behållit minnet från tiden då den var bunden med Spider-Man, kan även producera en obegränsad tillgång nät, liknande Spider-Mans egna nät. Minnet från tiden med Spindelmannen gör också att ju mer värden hatar Spindelmannen desto mer hatar Venom Spindelmannen, för att han blev avvisad av Spindelmannen.
Venom visar upp viss immunitet mot vissa superkrafter, såsom Ghost Riders stirrande blick eller Spider-Mans extrasensoriska spindelsinne. I några skildringar av Venom-symbioten har den visat att det kan replikera sig. Denna förmåga visas i Spider-Man: Reign, när Venom återskapar sin egen symbiot att bekämpa sin ensamhet. Den här förmågan används även i Spider-Man: Web of Shadows när han upptäcker förmågan att kopiera sin symbiot och använder den för att ta över Manhattan.
Venom-symbioten är känslig mot eld och ljudvågor, som orsakar den stor smärta och utmattning om den blir utsatt för det tillräckligt länge. Den kan känna av och spåra alla dess symbiot-avkommor, förutom Carnage-som lärt sig att blockera den här förmågan efter att ha gått samman med Cletus Kasady och konfronterat Venom/Eddie Brock för första gången. men egentligen så kan bara symbioten dö om den själv vill dö, annars kan den inte dö.

## Andra versioner
Venom har, som en fiktiv karaktär, medverkat i ett antal medier, från serietidningar till filmer och TV-serier. Varje version av karaktären upprättar normalt sett en egen kontinuitet, och introducerar ibland parallella universum, till den punkt att distinkta skillnader i porträtterandet av karaktären kan identifieras.

## I annan media

### Television
- Venom medverkar i Spider-Man, röstskådespelad av Hank Azaria. Eddie Brock syns som Venom i slutet av "The Alien Costume: Part Two", efter att Spider-Man avvisat symbioten. Han besegrades i slutet av "The Alien Costume: Part Three". Venoms sista medverkan var i säsong 3, där han slår sig ihop med Spider-Man och Iron Man för att bekämpa Carnage, Dormammu och Baron Mordo.

- Venom medverkar som en antagonist i Spider-Man Unlimited, röstskådespelad av Brian Drummond.

- Venom medverkar i The Spectacular Spider-Man, där han röstskådespelas av Ben Diskin. I avsnittet "The Uncertainly Principle", anländer symbioten till jorden tillsammans med en rymdfärja. Efter att ha avvisats av Spider-Man, binder den sig med Eddie Brock i "Intervention", och besegras slutligen i "Nature vs. Nurture". Venom kom tillbaka i säsong 2-avsnitten "First Steps", "Growing Pains" och "Identity Crisis", där han försöker att avslöja Spider-Mans hemliga identitet, men hans planer omkullkastas.

- Venom medverkar i Disney XD:s animerade serie Ultimate Spider-Man,[22] och gjorde sitt första framträdande i det fjärde avsnittet, "Venom", där han röstskådespelades av Matt Lanter. Norman Osborn och Doctor Octopus skapar symbioten från ett prov innehållande Spider-Mans blod. Efter att den flyr från sina skapare, binder den sig temporärt med ett antal karaktärer, inklusive Flash Thompson, Nova (Sam Alexander), Power Man, Iron Fist, Spider-Man och slutligen Harry Osborn,[23] som den förblir fäst med ett tag. I "Venomous", tar Venom-symbioten kontroll över Harry, men Spider-Man och de andra hjältarna lyckas frita honom.

### Film
- Venoms första medverkande i en film planerades ursprungligen att vara i en egen film skriven av David S. Goyer  och producerad av New Line Cinema, där Venom skulle ha skildrats som en antihjälte och Carnage som antagonisten.

Vid 2007 hade filmrättigheterna återgått till Sony.
- Eddie Brock/Venom medverkar som huvudantagonisten i filmen Spider-Man 3 2007, spelad av Topher Grace. I filmen binder sig symbioten, efter att ha avvisats av Peter Parker, med Eddie Brock efter att Brock, en konkurrerande frilansfotograf, avslöjas ha använt förfalskade fotografier, vilket kostar honom hans jobb. Venom bildar en allians med Sandman för att döda Spider-Man, men hans plan misslyckas, och han dödas av en av New Goblins pumpabomber.
- I juli 2007 avslöjade Avi Arad att en spin-off var i planeringsstadiet.[25] I september 2008 anlitades Paul Wernick och Rhett Reese för att skriva manuset,[26] och Gary Ross skulle regissera filmen.[27] Variety rapporterade att Venom skulle bli en antihjälte, samt att Marvel Entertainment skulle producera filmen.[28] I mars 2012 förhandlade Chronicle-regissören Josh Trank med Sony angående hans intresse om att regissera filmen.[29]

### TV-spel
Venom medverkar som spelbar karaktär och som boss i ett antal TV-spel på ett flertal plattformar.
- Hans första framträdande var i det sidscrollande Game Boy-spelet The Amazing Spider-Man som släpptes 1990, som huvudskurken.
- Venom medverkar som boss ett flertal gånger genom Spider-Man: The Video Game (1991) och är även den slutliga bossen där spelaren måste besegra olika kloner av Venom.
- Venom är både skurk och spelbar karaktär i Spider-Man and Venom: Maximum Carnage (1994) och Venom/Spider-Man: Separation Anxiety (1995).
- Venom är en boss och senare en bifigur i datorspelet Spider-Man (2000) röstskådespelad av Daran Norris.
- Venom-symbioten medverkar som en upplåsbar dräkt till Spider-Man i X-Men: Mutant Academy 2.
- Han medverkar i Spider-Man: Friend or Foe som en av de mest kraftfulla medhjälparna i spelet.
- Ultimate Venom är en spelbar karaktär i Ultimate Spider-Man (2005) med Eddie Brock Jr. röstskådespelad av Daniel Capallaro och Venom av Arthur Burghardt.
- Venom är en spelbar karaktär i ett antal fightingspel, inklusive Marvel vs. Capcom: Clash of Super Heroes (1998), Marvel vs. Capcom 2: New Age of Heroes (2000) och Marvel Nemesis: Rise of the Imperfects (2005).
- Han är även den sista bossen i Spider-Man 3 i en komprimerad version av filmen, röstskådespelad av Topher Grace.
- Venom är huvudantagonisten i Spider-Man: Web of Shadows. Under detta spel lämnar en del av symbioten honom, och binder sig med Spider-Man. Han börjar senare göra kopior av symbioten, för att invadera New York.
- Venom är inkluderad i nedladdningsbara "Villains Pack"-expansionen för Xbox 360-versionen av Marvel: Ultimate Alliance (2006) röstskådespelad av Steven Blum. Venom har sina Classic, Marvel Knights, Thunderbolts, and Ultimate-utseenden som alternativa skins. Symbiotdräkten är även tillgänglig som alternativ dräkt för Spider-Man.
- Mac Gargans inkarnation av Venom medverkar som spelbar karaktär tillsammans med Eddie Brocks version som en alternativ dräkt i Marvel: Ultimate Alliance 2.
- Venom medverkar som nedladdningsbar karaktär i the PS3-exklusiva spelet LittleBigPlanet.[30]
- I Spider-Man: Shattered Dimensions, tilldelas Ultimate Spider-Man en kopia av Venom-dräkten av Madame Web som hon styr telepatiskt.
- Två versioner av den svarta dräkten medverkar som valfria dräkter i The Amazing Spider-Man, baserade på dess utseende i filmen Spider-Man 3, samt en modifierad version av Spider-Mans dräkt från filmen The Amazing Spider-Man. Under spelets gång avslöjas det även att spelversionen av Scorpion är baserad på en "svart gegga" som återhämtats från rymden.[31][32]
- I Spider-Man: Web of Shadows, släpper Venom lös en invasion av klonade symbioter, vilket skapar en rad symbiotversioner av olika serietidningskaraktärer, däribland Electro, Vulture, Black Cat och Wolverine.
- Venom medverkar som skurk i Marvel Super Hero Squad Online (2011).